# Shirasuka-juku

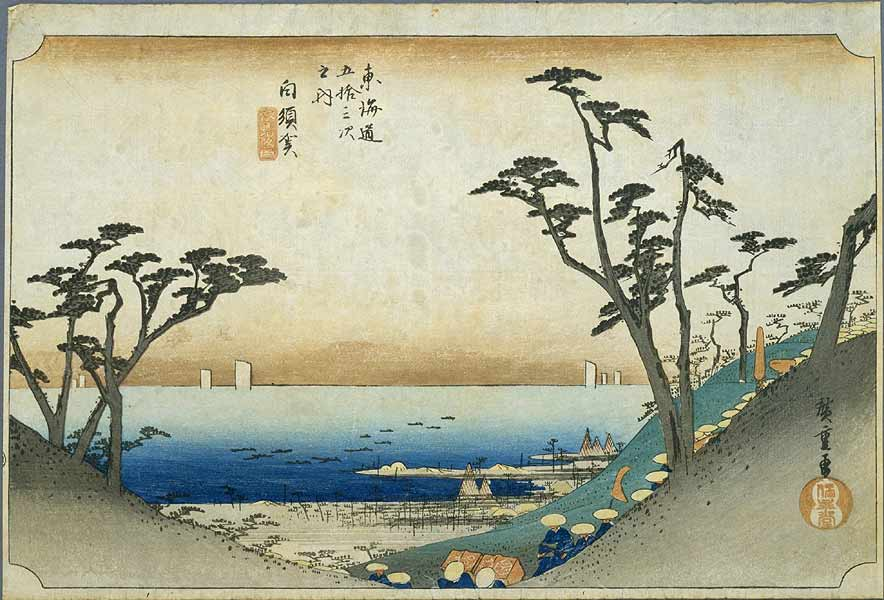
Shirasuka-juku dans les années 1830, estampe de Hiroshige de la série les Cinquante-trois Stations du Tōkaidō.

Shirasuka-juku (白須賀宿, Shirasuka-juku) était la trente-deuxième des cinquante-trois stations du Tōkaidō. Elle se situe à Kosai, dans la préfecture de Shizuoka, au Japon. Au cours de la période Edo, c'était le relais le plus à l'ouest de la province de Totomi.

## Histoire
À l'origine, Shirasuka-juku était située très près des rives de l'océan Pacifique mais le séisme de Hōei et le tsunami important en 1707 dévastèrent la région. À la suite de cette catastrophe, la station fut déplacée à son actuel emplacement sur un plateau. Avant le séisme, il y avait 27 auberges pour les voyageurs, ce qui en faisait une ville-étape de moyenne importance.
Quand la station fut commissionnée en 1889, elle fut remplacée par la nouvelle ville de Shirasuka, qui elle-même fusionna avec la ville de Kosai en 1955.
La ligne principale Tōkaidō fut créée durant l'ère Meiji, mais la ligne de chemin de fer ne traversait pas Kosai et les développements essentiels dans la région furent limités au minimum. En conséquence, il subsiste encore de nos jours quelques zones avec des bâtiments de la période Edo. Il existe également un musée d'archives historiques qui a été ouvert à l'occasion du 400e anniversaire de la fondation de la station, avec pour objet de développer la connaissance de la culture et de l'histoire de cette ville-étape.
L'estampe classique ukiyoe d'Ando Hiroshige (édition Hoeido) de 1831-1834 montre un cortège de daimyos lors d'un sankin kotai, se dirigeant vers Edo en provenance de l'un des domaines dans l'est du Japon.

## Stations voisines
Tōkaidō
Arai-juku – Shirasuka-juku – Futagawa-juku